# Kabinet-Hoffmann II
Het tweede kabinet-Hoffmann regeerde van 14 april 1951 tot 23 december 1952 in de Duitse deelstaat Saarland.
Na een conflict tussen de regeringspartijen CVP en de SPS trok de laatste partij haar ministers uit het kabinet terug. Hierop vormde minister-president Johannes Hoffmann (CVP) een nieuw kabinet dat steunde op absolute meerderheid van de CVP in de Landdag van Saarland.
| Ambt                                                                    | persoon           | partij     |
| ----------------------------------------------------------------------- | ----------------- | ---------- |
| Minister-President                                                      | Johannes Hoffmann | CVP        |
| Minister van Binnenlandse Zaken                                         | Edgar Hector      | CVP        |
| Minister van Justitie                                                   | Erwin Müller      | CVP        |
| Minister van Financiën en Bosbouw                                       | Friedrich Reuter  | partijloos |
| Minister van Religieuze Zaken en Onderwijs                              | Erwin Müller      | CVP        |
| Directeur van het ministerie van Religieuze Zaken en Onderwijs          | Eugen Meyer       | partijloos |
| Minister van Arbeid en Welvaart                                         | Johannes Hoffmann | CVP        |
| Minister van Economische Zaken, Verkeer, Voedselvoorziening en Landbouw | Franz Ruland      | CVP        |
| Minister van Wederopbouw                                                | Johannes Hoffmann | CVP        |